# Ховань (Тверская область)
Ховань — деревня в Кувшиновском районе Тверской области. Входит в состав Прямухинского сельского поселения.

## География
Находится в центральной части Тверской области на расстоянии приблизительно 12 км по прямой на восток от города Кувшиново, административного центра района.

## История
Была отмечена еще на карте Менде (состояние местности на 1848 год). В 1859 году здесь (деревня Новоторжского уезда) было учтено 22 двора, в 1924 −33. До 2015 года входила в состав Пречисто-Каменского сельского поселения.

## Население
Численность населения составляла 168 человек (1859 год), 3 (русские 100 %) в 2002 году, 1 в 2010.